# لی مارر
لی مارر (به انگلیسی: Lea Maurer) (زادهٔ ۱ آوریل ۱۹۷۱) شناگر اهل ایالات متحده آمریکا است.